# 名鉄都市開発
名鉄都市開発株式会社（めいてつとしかいはつ）は、愛知県名古屋市中村区に本社を置く名鉄グループの不動産会社である。

## 概要
愛知県・岐阜県の名鉄線沿線地域が地盤であり、親会社の名古屋鉄道が開発した分譲地・建売住宅・分譲マンションとオフィスビルの販売代理・管理業務と、不動産仲介店（本社内の1店舗のみ）を展開している。また、ビジネスホテルチェーン名鉄インを子会社で運営している。
2000年代より名古屋鉄道の物件とは別に、関西・首都圏で分譲マンションのデベロッパー（事業主・売主）として両地域へ進出している。その多くの物件は長谷工コーポレーションが施工し、長谷工アーベストが販売代理を受任している。
2022年（令和4年）4月1日、親会社の名古屋鉄道が行っている不動産事業を吸収分割の手法で名鉄不動産に承継し、社名を「名鉄都市開発株式会社」に変更した。
また、2023年（令和5年）には、メルサおよび名鉄プロパティを合併しており、メルサの保有資産および名鉄プロパティの事業を承継している。
このほか、子会社の名鉄プロパティマネジメントが駅ナカ運営事業などを行っており、吸収合併されたメルサのテナント運営管理事業に関する権利義務を吸収分割により承継している。

## 事業所
2010年（平成22年）7月20日、本社を名古屋ルーセントタワーから中村区名駅の自社ビルのメイフィス名駅ビルへ移転させた。2022年に名鉄都市開発への社名変更に合わせて名古屋三井ビルディング北館に再移転した。
- 本社：愛知県名古屋市中村区
- 東京支社：東京都港区赤坂
- 大阪支店：大阪府大阪市北区
- 営業所
  - 名駅仲介センター（愛知県名古屋市中村区）

## 沿革
- 1959年 - 名鉄不動産株式会社として会社設立。
- 1965年 - 名鉄採石株式会社を合併。
- 1967年 - 東京営業所を開設。
- 1970年 - 名鉄不動産ビル株式会社を合併。
- 1972年 - 大阪営業所を開設。
- 1986年 - 名鉄伊勢開発株式会社を合併。
- 2005年 - 耐震強度偽装事件により名鉄イン刈谷営業休止[5]。
- 2007年 - 名鉄イン株式会社設立。
- 2014年 - 豊田通商株式会社より豊通リビング株式会社（現在の名鉄コミュニティライフ株式会社[6]）の全株式を取得し、子会社化[7]。
- 2022年 - 社名を名鉄都市開発株式会社に変更[8]。
- 2023年
  - 株式会社メルサを合併[3]
  - 株式会社名鉄プロパティを合併[3]
- 2025年3月31日 - 名鉄赤沢別荘地の管理事業を会社分割（簡易吸収分割）により、株式会社エンゼルフォレストリゾートに承継予定[9]。

## 主な住宅開発地
名古屋鉄道が開発。名鉄都市開発が運営する。
- 名鉄多治見緑台 - 岐阜県多治見市
- 名鉄東ヶ丘 - 阿久比町、東浦町
- 名鉄美浜緑苑 - 知多郡美浜町
- 名鉄豊明勅使台 - 豊明市沓掛町小廻間
- Meiタウン岡崎みどりの街 - 岡崎市
- Meiタウン知多新知 - 知多市
- 名鉄陽なたの丘 - 平成19年1月から開発。知多郡阿久比町
- 犬山もえぎヶ丘 - 犬山市もえぎヶ丘2丁目
- Meiタウン常滑北汐見坂 - 常滑市
- Meiタウン守山下志段味 - 名古屋市守山区
- Meiタウン半田青山 - 半田市
- プレリア長久手みなみ - 長久手市片平
- プレリア長久手はなみずき通り - 長久手市
- 新舞子オーシャンコースト - 平成24年3月から開発。知多市
- ルミナリータワー池袋 - 東京都豊島区